# Nostrand Avenue (stacja metra na Fulton Street Line)
Franklin Avenue – Fulton Street – stacja metra nowojorskiego, na linii A i C. Znajduje się w dzielnicy Brooklyn, w Nowym Jorku i zlokalizowana jest pomiędzy stacjami Franklin Avenue i Kingston–Throop Avenues. Została otwarta 9 kwietnia 1936.